# Carlos Sinisterra
Carlos Sinisterra (n. Satinga, Nariño, Colombia; 4 de agosto de 1991) es un futbolista colombiano. Juega de mediocampista y su actual equipo es Chacaritas Fútbol Club de la Serie B de Ecuador.

## Clubes
| Club                   | País     | Año         | Part | Goles |
| ---------------------- | -------- | ----------- | ---- | ----- |
| Deportivo Pereira      | Colombia | 2012 - 2015 | 99   | 11    |
| Rionegro Águilas       | Colombia | 2016 - 2017 | 12   | 3     |
| Cúcuta Deportivo       | Colombia | 2018        | 12   | 2     |
| Independiente Medellín | Colombia | 2019        | 3    | 0     |
| Técnico Universitario  | Ecuador  | 2020        | 0    | 0     |
| Chacaritas F. C.       | Ecuador  | 2021 - act. | 5    | 2     |

## Palmarés

### Campeonatos nacionales
| Título    | Club             | País     | Año  |
| --------- | ---------------- | -------- | ---- |
| Primera B | Cúcuta Deportivo | Colombia | 2018 |